# Villa Sarmiento (General Roca)
Villa Sarmiento es una localidad situada en el Departamento General Roca, provincia de Córdoba, Argentina.
Se encuentra situada a aproximadamente 25 km de la Ruta Nacional 7, a 65 km de la Ruta Nacional 35 y a 400 km de la Ciudad de Córdoba.
La localidad está situada a 1 km de la margen sur del Río Quinto o Popopis y debe su nombre al prócer argentino Domingo Faustino Sarmiento, quien fuera presidente de la Argentina entre 1868 y 1874.
La principal actividad económica de la localidad es la agricultura seguida por la ganadería, siendo el principal cultivo la soja.

## Población
Cuenta con 421 habitantes (Indec, 2022), lo que representa un incremento del 13% frente a los 373 habitantes (Indec, 2010) del censo anterior.
| Gráfica de evolución demográfica de Villa Sarmiento entre 1991 y 2022 |
|                                                                       |
| Fuente: Censos nacionales del INDEC                                   |

## Fuerte de Villa Sarmiento
En esta localidad aún pueden verse los cimientos de un fuerte de la época de la "Campaña del Desierto". El Municipio cuenta con un museo que exhibe elementos que fueron utilizados por esos años (herramientas, armas, puntas de flechas, artefactos de cocina, etc.)